# Franco Sosa
Franco Sebastián Sosa (Monteros, Tucumán, Argentina, 4 de abril de 1981) es un exfutbolista argentino. Jugaba de lateral o defensor central en Concepción FC del Torneo Federal B.

## Historia
Vivía en Barrio Belgrano con su madre, su padre en El Cercado. Allí fue donde se desempeñaba como jugador en torneos barriales. Su función era de lateral por ambas bandas en un equipo llamado "El Pueblo", que participaba en la Liga del Campo. Inició su carrera como jugador en el año 2001 con Gimnasia y Esgrima de Jujuy, en ese momento en la Primera "B" Nacional. Formó parte del equipo que ganó el Clausura 2005 y ganó la promoción para jugar en la primera. El defensor jugó en el equipo jujeño hasta el año 2006, con más de 100 presencias en el club, 30 de ellas en Primera.

## Trayectoria

### Gimnasia y Esgrima de Jujuy
En 2005, debutó en Gimnasia y Esgrima de Jujuy como lateral derecho. Con el paso del tiempo se ganó la tituralidad, metió un gol en el Torneo Apertura 2005 (en el que Gimnasia salió en la 18.ª posición) y dos en el Torneo Apertura 2006 (en el que Gimnasia salió en la 4ª posición y evitó el descenso). Jugó en total 28 de los 38 partidos en Gimnasia.

### Racing Club
Firmó con Racing Club para el Torneo Clausura 2007, en el que Racing terminó en la 13.ª posición. Disputó 18 de los 19 partidos disputados y metió 1 gol en total. En el Torneo Apertura 2007, Racing tuvo la misma posición que en el torneo anterior y Sosa jugó 16 de los 19 partidos.
En el Torneo Clausura 2008, Racing tuvo un terrible torneo y salió último en el torneo local. Sosa jugó 17 de los 19 partidos y metió 2 goles en total. En el Torneo Apertura 2008, Racing, salió en la 14ª posición. Franco Sosa jugó todos los partidos del torneo y metió 2 goles en total.
En el Torneo Clausura 2009, Racing repuntó y salió 5°. Sosa jugó 17 de los 19 partidos del torneo y metió 3 goles en total.

### FC Lorient
En junio de 2009, Franco Sosa viajó a Europa para sumarse al Football Club Lorient-Bretagne Sud de Francia por aproximadamente €800.000. Sosa tuvo poco rodaje en la Ligue 1 2009/10, en la que Lorient terminó en la séptima posición, jugando sólo un partido en el que entró como suplente. En la Ligue 1 2010/11, Lorient salió 11° y Franco Sosa jugó solamente un partido.

### Boca Juniors
Al no tener actividad en Europa, Sosa retornó a la Argentina y fichó para el Club Atlético Boca Juniors en 2011. En el Torneo Apertura 2011, Boca Juniors, salió campeón de forma invicta. Sosa no fue titular en ningún partido, pero sí entró desde el banco de suplentes en dos ocasiones.
En 2012, Boca Juniors peleó por los 3 frentes, el Torneo Clausura 2012, la Copa Libertadores 2012 y la Copa Argentina 2011/12. En el Torneo Clausura, en el que Boca estuvo primero hasta la fecha 17 pero terminó en la cuarta posición, Sosa jugó 10 de los 19 partidos. En la Copa Libertadores 2012, Boca llegó a la final, en la que perdió 1-3 en el global ante Corinthians. Con Boca también jugó la final de la Copa Argentina 2011/12 ante su exequipo, Racing Club, en donde Boca se consagró campeón.

### Vuelta a Gimnasia y Esgrima de Jujuy
Franco Sosa retornó al club de sus amores seis años después de su último paso por el club. El club del norte del país incorporó a Sosa en condición de libre y antes de firmar el contrato ya se había estado entrenando con el club jujeño.

### Juventud Antoniana
Se desempeñó como defensor central en Juventud Antoniana.

### Cúcuta Deportivo
Estuvo en el Cúcuta Deportivo durante el primer semestre del 2015. Jugó muy poco en el equipo fronterizo, destacando su gol de tiro libre frente al Deportes Quindío en el repechaje, que a la postre le daría el paso a la máxima categoría. Su salida se debió a problemas de índole familiar que lo hicieron retornar a Argentina.

## Clubes
| Club                        | País      | Año       | PJ  | Goles |
| --------------------------- | --------- | --------- | --- | ----- |
| Gimnasia y Esgrima de Jujuy | Argentina | 2001-2006 | 124 | 7     |
| Racing Club                 | Argentina | 2006-2009 | 86  | 9     |
| FC Lorient                  | Francia   | 2009-2011 | 41  | 3     |
| Boca Juniors                | Argentina | 2011-2013 | 37  | 0     |
| Gimnasia y Esgrima de Jujuy | Argentina | 2013-2014 | 14  | 0     |
| Juventud Antoniana          | Argentina | 2014      | 14  | 1     |
| Cúcuta Deportivo            | Colombia  | 2015      | 8   | 1     |
| Talleres de Perico          | Argentina | 2016-2017 | 10  | 0     |
| Concepción FC               | Argentina | 2017      | 15  | 1     |
| Total                       | Total     | Total     | 349 | 22    |

## Palmarés

### Campeonatos nacionales
| Título           | Equipo       | País      | Año     |
| ---------------- | ------------ | --------- | ------- |
| Primera División | Boca Juniors | Argentina | A-2011  |
| Copa Argentina   | Boca Juniors | Argentina | 2011-12 |

### Otros logros
| Título                | Equipo                      | País      | Año     |
| --------------------- | --------------------------- | --------- | ------- |
| Final segundo ascenso | Gimnasia y Esgrima de Jujuy | Argentina | 2004-05 |